# Энергостроителей (жилмассив)
Жилмассив Энергостроителей (посёлок Энергостроителей) — микрорайон в Октябрьском районе Новосибирска.

## История
Застройка и активное заселение микрорайона началось благодаря строительству Новосибирской ТЭЦ-5, действующей с 1977 года.
В 1970-х годах из центра Новосибирска в микрорайон переехал Новосибирский государственный педагогический институт. В сентябре 1975 года для него были построены новые корпуса на Вилюйской улице, в которых первоначально разместились следующие факультеты: исторический, русского языка и литературы, естественно-географический, иностранных языков. Впоследствии были перенесены и другие отделения.
В 2014 году жилмассив лидировал по темпу строительства и вводу в эксплуатацию жилых объектов.

## Транспорт
Изначально в начале застройки жилмассива с транспортом были проблемы. В основном это были маршруты автобуса 12 и 31. Оба ходили до конечной ТЭЦ-5. Ныне там ходят автобусы 13 и 18 маршрутные такси 11, 42, 45, и троллейбус 8. Остановочные пункты: Кленовая, Стенд, Посёлок "Энергетиков", Общежитие НГПУ, НГПУ, Жилмассив. Из ближайших станций метро — Речной вокзал и Октябрьская. Ближайшая остановка пригородных электропоездов — о.п. "Камышенская", которая входит микрорайона «Ключ-Камышенское плато».

### Улицы
Главные улицы жилмассива — Выборная и Вилюйская.

### Дошкольные, образовательные и спортивные учреждения
На территории массива находятся четыре детских сада №458 комбинированного вида, №498 комбинированного вида, №6 "Остров детства" и №70 "Солнечный город". Средние общеобразовательные школы; школа №189 и школа №206. Из средне-специальных и высших учебных заведений — Новосибирский государственный педагогический университет и колледж телекоммуникаций и информатики СибГУТИ. Так же на территории жилмассива находится горнолыжный комплекс Альбатрос и лыжная база Буревестник.